# 老山体育健身中心

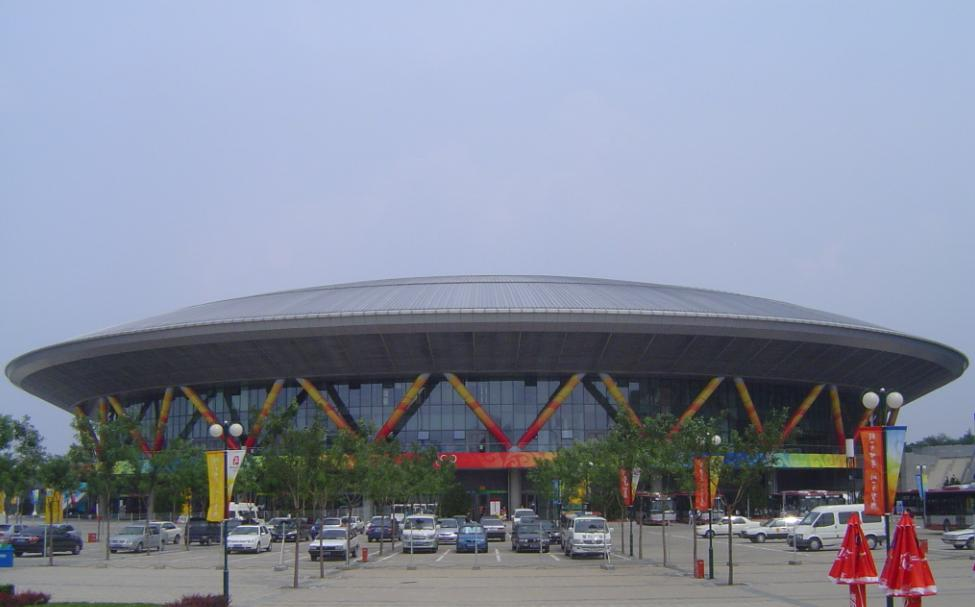
老山自行车馆

老山体育健身中心是位于中国北京市石景山区老山西街5号的体育健身中心。

## 简介
老山体育健身中心隶属于国家体育总局自行车击剑运动管理中心。老山体育健身中心是在老山自行车馆等场馆的基础上建立，位于老山脚下，邻近老山城市休闲公园。老山体育健身中心设有自行车馆、游泳馆、羽毛球馆、击剑馆等等。老山体育健身中心面向企业、学校、团体等集体客户，也面向广大市民开放，中心内配有健身教练、巡场教练、救生员等专业人员。